# 빨간 마스크의 여인
"빨간 마스크의 여인"은 1971년 공개된 대한민국의 영화이다.

## 배역
- 윤정희
- 오지명